# José Chaix Isniel
José Chaix Isniel (Játiva, Valencia, 4 de febrero de 1765 – Játiva, 22 de septiembre de 1809) fue un matemático y  astrónomo español.

## Biografía
Nació en San Felipe (Játiva) el 4 de febrero de 1765, hijo de Estevan Chaix y de Antonia Isniel. Desde muy joven estuvo interesado por las matemáticas y la astronomía, influido por su hermano mayor, el poeta, científico y político Esteban Chaix.
Estudió en la Universidad de Valencia, consiguiendo el título de Agrimensor por la Real Academia de Bellas Artes de San Carlos de Valencia en 1796. Amplió sus estudios en Gran Bretaña y Francia, donde trabajó con Jean-Baptiste Biot en el recién descubierto electromagnetismo. Entre 1791 y 1793 fue comisionado por el Gobierno español para colaborar en la medición del arco de meridiano entre Dunkerque y Barcelona, que daría origen al nacimiento del Metro, bajo las órdenes de Pierre Méchain.
Durante su estancia en París colaboró con Lanz en la redacción de unos Elementos de cálculo diferencial e integral que nunca se publicaron. En 1793 regresó a Madrid como agregado del Real Observatorio, mientras hacía viajes periódicos a Londres para vigilar la fabricación de los instrumentos que se estaban construyendo para el observatorio madrileño.
Tras su regreso definitivo a España fue nombrado Vicedirector del observatorio y enseñó Astronomía física hasta 1804, también impartió Astronomía Práctica.
En 1796 Chaix ocupó el puesto de vicedirector - con el rango de capitán - y posteriormente director del cuerpo de Ingenieros cosmógrafos. Fue comisario de la Inspección General de Caminos y Canales y catedrático en la Escuela de Ingenieros de Caminos y Canales, dirigida por Agustín de Bethancourt.
Entre 1800 y 1801 realizó observaciones astronómicas en Madrid, desde la casa de Cristiano Herregen en la calle del Turco,  para determinar la latitud de varias estrellas. Para ello contó con la ayuda de Mariano Luis de Urquijo y Agustín de Bethancourt, así como de los instrumentos del Observatorio de Madrid.
A partir de 1803, volvió a colaborar con Méchain para la medición del meridiano a las Islas Baleares; operación truncada en 1804 tras la muerte de Mechain en Castellón a causa del paludismo. Los  trabajos se reemprenderían en 1806 con la participación del matemático José Rodríguez González bajo las órdenes de Jean-Baptiste Biot y Jean Francois Dominique Arago para interrumpirse definitivamente con la guerra de Independencia.
Durante la guerra de Independencia, tuvo el cargo de Comisario de Guerra honorario.
Sus resultados se publicaron en  Anales de Ciencias Naturales (1801). También en esa fecha publicó el primer volumen de sus Instituciones de Cálculo Diferencial e Integral, que incluye una discusión sobre los principios del cálculo y el desarrollo de la teoría de las superficies curvas y de las curvas de doble curvatura, basadas en Euler, Clairant y Monge. En 1807 publicó  su Memoria sobre un nuevo método general para transformar en serie las funciones trascendentes; que estaba dedicada a Manuel Godoy. Para esta obra empleó el binomio de Newton y utilizó relaciones y técnicas puramente algebraicas, lo que le diferenciaba de Lagrange, quien recorría y relacionaba los desarrollos en serie con las derivadas sucesivas de la función.
Murió en Játiva el 22 de septiembre de 1809, a los 44 años.

## Obra
- con J. Lanz, Elementos de cálculo diferencial e integral, 1791, inédito;
- “Observaciones astronómicas hechas en casa de don Cristiano Herrgen, calle del Turco”, en Anales de Ciencias Naturales, 3 (1801), págs. 78-84, 163-170;
- “Observaciones astronómicas hechas en casa de don Cristiano Herrgen, calle del Turco”, en Anales de Ciencias Naturales, 4 (1801), págs. 131-147 y 302-323;
- Instituciones de Cálculo Diferencial e Integral con sus aplicaciones principales a las matemáticas puras y mixtas, vol. I, Madrid, Imprenta Real, 1801;
- “Sobre la latitud y longitud de Madrid”, en Variedades de Ciencias, Literatura y Artes, 1 (3) (1804), págs. 129-148;
- Memoria sobre un nuevo método general para transformar en series las funciones trascendentes. Precedido de otro método particular para las funciones logarítmicas y exponenciales, Madrid, Imprenta Real, 1807.